# Ошмяны (футбольный клуб, 2021)
ФСК «Ошмяны» (бел. ФСК «Ашмяны») — белорусский футбольный клуб из одноимённого города.

## История
Клуб был образован в 2021 году под названием ФСК «Ошмяны» в одноимённом городе после расформирования другого местного клуба — «Ошмяны-БГУФК». Он сразу же заявился для участия во Второй лиге. В сезоне-2022 клуб не участвовал в первенстве Беларуси, но вернулся в турнир уже в следующем году. Главный тренер с 2021 года — Сергей Кухарчук.